# 뽕숭아학당
《뽕숭아학당》은 TV조선에서 방영한 예능 텔레비전 프로그램이다.

## 기획 의도
《미스터트롯》과 《부산교통공사》가 탄생시킨 트롯맨 F5가 초심으로 돌아가 대한민국 최고의 트롯 가수, 국민가수로 거듭나기 위해 배움을 이어가는 성장 예능 프로그램이다.

## 방송 시간
| 방송 채널 | 방송 기간                          | 방송 시간                              | 비고  |
| --------- | ---------------------------------- | -------------------------------------- | ----- |
| TV CHOSUN | 2020년 5월 13일 ~ 2021년 2월 17일  | 매주 수요일 밤 10시 ~ 목요일 새벽 12시 | 시즌1 |
| TV CHOSUN | 2021년 2월 24일 ~ 2021년 10월 27일 | 매주 수요일 밤 10시 ~ 목요일 새벽 12시 | 시즌2 |

## 출연진

### 역대 출연진
- 붐 (1회~72회)
- 영탁[2] (1회~34회 / 36회~72회)
- 장민호 (1회~72회)
- 이찬원 (1회~72회)
- 정동원 (19회 / 22회~23회 / 31회~32회 / 37회 / 40회 / 47회 / 50회~53회 / 55회~56회 / 58회~72회)
- 황윤성[3] (19회~20회 / 24회 / 28회 / 38회~39회 / 41회~43회 / 46회 / 48회~49회 / 52회~54회 / 56회~57회 / 60회 / 62회 / 65회~66회 / 69회~72회)
- 임영웅 (1회~68회)
- 김희재 (19회~20회 / 22회~23회 / 27회~28회 / 30회~51회 / 53회~68회)

### 시즌 1 특별 게스트
- 이현미 (임영웅 어머니, 1회)
- 이종금 (영탁 어머니, 1회)
- 김화자 (장민호 어머니, 1회)
- 홍현희 ((가짜)이찬원 어머니[4], 1회 / 7~8회 / 11~13회 / 14회 / 15회 / 17~20회 / 25~26회 / 30~31회 / 36~37회)
- 백지영 (2회)
- 주현미 (3~4회)
- 김다비 (4회)
- 김연자 (4~5회)
- 장윤정 (5~6회)
- 김미경 (이찬원 어머니, 6회)
- 박시후 (7~8회)
- 전광렬 (7~8회)
- 설운도 (7~8회 / 39회)
- 김세정 (아이오아이, 구구단) (7~8회)
- 코요태 (10회)
- 조성모 (11회)
- 김수미 (11~13회)
- 김준현 (12회 / 14회)
- 박영진 (12회)
- 효정 (오마이걸) (14회)
- 승희 (오마이걸) (14회)
- 임창정 (14회)
- 선미 (원더걸스) (15회)
- 김무열 (보디마스터)
- 이동국 (16회)
- 신유 (16회, 대박FC)
- 한혜진 (17회)
- 송창식 (18회)
- 김세환 (18회)
- 조영남 (18회)
- 함춘호 (18회)
- 김수찬[5] (19~20회)
- 강태관 (19~20회 / 39회)
- 김중연 (19~20회 / 39회)
- 나태주 (19~20회)
- 류지광 (19~20회 / 28회 / 39회)
- 신인선 (19~20회 / 28회 / 39회)
- 유아 (오마이걸) (20회)
- 유빈 (원더걸스) (20회)
- 소유 (씨스타) (20회)
- 이혜정 (21회)
- 지승현 (21회)
- 임성한 (노래교실 강사, 21회)
- 신정훈 (임영웅 회사 대표, 21회)
- 승환 (로미오) (21회)
- 김경민 (24회)
- 박구윤 (24회 / 28회 / 39회)
- 박서진 (24회)
- 신성 (24회)
- 이연복 (24회 / 37회)
- 노사연 (25~26회)
- 김완선 (25~26회)
- 이수영 (25~26회)
- 김태우 (god) (27회)
- 토니안 (H.O.T.) (27회)
- 김형준 (태사자) (27회)
- 천명훈 (NRG) (27~28회)
- 김상혁 (클릭비) (27회)
- 슬리피 (28회)
- 이대원 (28회)
- 이경제 (28~29회)
- 한창 (29회)
- 박명수 (30~31회)
- 이휘재 (30~31회)
- 이하정 (30~31회)
- 장영란 (30~31회)
- 제이쓴 (30~31회)
- 이은결 (33회)
- 이국주 (34회)
- 김지민 (34회)
- 허경환 (34회)
- 박기웅 (34회)
- 박상민 (34회)
- 이적 (34회)
- 전노민 (35회)
- 박주미 (35회)
- 이민영 (35회)
- 성훈 (35회)
- 이가령 (35회)
- 이상화 (36회)
- 김나희 (37회)
- 그렉 (38회)
- 럭키 (38회)
- 알베르토 몬디 (38회)
- 로빈 데이아나 (38회)
- 안토니오 (38회)
- 자스민 (38회)
- 글라디스 (38회)
- 에바 (38회)
- 안드레아스 (38회)
- 케이디 (38회)
- 진성 (39회)
- 남승민 (39회)

### 시즌 2 게스트
- 우주소녀 쪼꼬미 (40회)
- 홍현희 (40회 / 42~43회 / 47회 / 51회 / 70회)
- 김나희 (40회)
- 김종국 (터보) (41회)
- 김종민 (코요태) (41회)
- 박성웅 (42회 / 47회)
- 설운도 (42회 / 45회 / 47회)
- 강진 (45회)
- 하춘화 (45회)
- 김용임 (45회)
- 김다현 (45회)
- 김태연 (45회)
- 임서원 (유니스) (45회 / 53회)
- 황승아 (45회)
- 김세정 (아이오아이, 구구단) (45회)
- 김응수 (46회)
- 전수경 (46회 / 66~67회)
- 전노민 (46회 / 66~67회)
- 박주미 (46회)
- 성훈 (46회)
- 이가령 (46회 / 66~67회)
- 장윤정 (47회 / 49회)
- 신애라 (47회)
- 박구윤 (47회 / 65~66회)
- 강태관 (47회)
- 신인선 (47회 / 65~66회)
- 이대원 (47회 / 65~66회)
- 김경민 (47회 / 65~66회)
- 남승민 (47회)
- 이연복 (51회)
- 장예원 (53회)
- 손병호 (53회)
- 허재 (53회)
- 홍성흔 (53회)
- 도경완 (53회)
- 제이쓴 (53회)
- 넉살 (53회)
- 이진혁 (업텐션) (53회)
- 그렉 (53회)
- 천명훈 (NRG) (53회)
- 유민상 (54회)
- 안토니오 (54회)
- 플로리안 (54회)
- 이영현 (빅마마) (55~56회 / 58회)
- 노브레인 (55~56회 / 58회)
- 김원준 (55~56회 / 58회)
- 배기성 (캔) (55~56회 / 58회)
- 코요태 (56회 / 58회)
- 박준형 (56회)
- 오지헌 (56회)
- 윤형빈 (56회)
- 박성호 (56회)
- 김미현 (57회)
- 이동국 (57회)
- 임태경 (58회)
- 박준규 (60회)
- 홍석천 (60회)
- 진태현 (60회)
- 서은광 (비투비) (60회)
- 이상우 (60회)
- 박태환 (60회)
- 모태범 (60회)
- 제이블랙 (61~62회)
- 마리 (61~62회)
- 수빙수 (61~62회)
- 영원 (61~62회)
- 강철부대 (61~62회)
- 고알레 (61~62회)
- 명승권 (62회)
- 이철우 (62회)
- 한창 (62회)
- 장영란 (62회)
- 연제승 (62회)
- 박찬우 (62회)
- 박완규 (부활) (63회)
- 고유진 (플라워) (63회)
- 홍경민 (63회)
- 이지훈 (63회)
- 노바소닉 (63회)
- 오상욱 (64회)
- 김준호 (64회)
- 김정환 (64회)
- 구본길 (64회)
- 김민정 (64회)
- 전웅태 (64회)
- 조구함 (64회)
- 나태주 (65~66회 / 70~71회)
- 류지광 (65~66회)
- 이민영 (66~67회)
- 임혜영 (66~67회)
- 이종남 (66~67회)
- 부배 (66~67회)
- 최예나 (아이즈원) (70~71회)
- 시현 (에버글로우) (70~71회)
- 이성미 (70~71회)
- 조혜련 (70~71회)
- 김지민 (70~71회)
- 은가은 (70~71회)
- 강혜연 (70~71회)
- 김의영 (70~71회)
- 황우림 (70~71회)
- 별사랑 (70~71회)
- 아웃사이더 (70~71회)
- 김소봉 (72회)
- 여경래 (72회)
- 박준우 (72회)
- 미카엘 (72회)

## 체육대회 특집
| 청팀             | 결과 | 결과 | 결과 | 홍팀             | 비고     |
| ---------------- | ---- | ---- | ---- | ---------------- | -------- |
| 김중연(최소동)   | 패   | VS   | 승   | 이찬원(소년시대) |          |
| 김수찬(찬나영)   | 패   | VS   | 승   | 신인선(톨게이트) |          |
| 나태주(찬나영)   | 승   | VS   | 패   | 황윤성(소년시대) |          |
| 강태관(최소동)   | 패   | VS   | 승   | 영탁(찬나영)     |          |
| 장민호(최소동)   | 패   | VS   | 승   | 류지광(톨게이트) |          |
| 임영웅(톨게이트) | 패   | VS   | 승   | 김희재(소년시대) |          |
| 나태주(찬나영)   | 패   | VS   | 승   | 신인선(돌게이트) | 본선     |
| 이찬원(소년시대) | 패   | VS   | 승   | 김희재(소년시대) | 본선     |
| 영탁(찬나영)     | 패   | VS   | 승   | 류지광(돌게이트) | 본선     |
| 신인선(톨게이트) | 패   | VS   | 승   | 김희재(소년시대) | 동메달전 |
| 류지광(톨게이트) | 승   | VS   | 패   | 김희재(소년시대) | 금메달전 |

## 가족특집
가족 특집은 《내일은 미스트롯2》출연자 일부가 등장하는 콘텐츠이다.
진행자 : 경상북도지사

### 1.매운맛 뽕학당X미스스쿨 OT
출연진 : 영탁, 장민호, 임영웅, 이찬원, 김희재, 황윤성, 황우림, 홍지윤, 은가은, 윤태화, 양지은, 강혜연, 김다현, 김태연
촬영지 : 안동체육관, 안동 신우교회
기타 : 영탁 팀이 주인공이고 나머지는 NPC, 김다현과 김태연은 게스트이다.

### 2.TV CHOSUN3 개국 기념 가족 특집 꿀 케미(?) 환상의 짝꿍은?
출연진 : 이찬원, 임영웅, 영탁, 김희재, 장민호, 정동원, 하춘화, 강진, 설운도, 김용임, 김세정, 김다현, 임서원, 김태연, 황승아
촬영지 : 대구 사랑 웨딩장, 대구국제학교
기타 : 이찬원 팀이 주인공이고 나머지는 NPC다.

### 3.마지막 편
재보궐 선거 때문에 못치르고 그 대신 다음주에 결혼작사 이혼작곡 특집과 장민호 데뷔 10주년 특집을 했다. 원래는 이경규의 출연과 충청남도 천안시가 촬영지가 될 예정이었다. 하지만, 오거돈의 성추행 사건으로 사직과 박원순의 사망 그리고, 수요일날 재보궐선거가 잡혔기 때문에 영원히 불가능해졌다.
기타 : 재보궐 선거 때문에 결방되었다.

## 촬영 장소
스튜디오인 남천역과 1회 장소인 양평인성키움체험학교를 제외하면 모두 부산교통공사측에서 틀어주는 홀로그램 및 미술관이다. 뽕버스도 있는데 남천》양정》남천순으로 운행한다.
- 양평인성키움체험학교 (1회) - 구 지평초등학교 일신분교 폐교됨. 교실대역은 남천역에서 이루어졌다.
- 실미도 (2회)
- 인천파라다이스시티 (2회)
- 한강유람선 (3~4회)
- 이천 자채방아마을 (4~5회)
- 깜보분식 (5회)
- 수원예절교육관 (5~6회)
- 양평인성키움체험학교 (7회)
- 도봉산 숲속 캠핑장 (舊 서울YMCA다락원캠핑장) (7~8회)
- 가평별바라기마을 (11회)
- 한국전통음식문화체험관 (12회)
- 나전역 (12회)
- 작천정계곡 (15회)
- 간월재 (15회)
- 언양 반천현대아파트 (15회)
- 장생포고래박물관 (15회)
- 대왕암공원 (15회)
- 일산 킨텍스 (22회)
- 이경제 한의원 (28~29회)
- LG메트로시티 (38회, 41회) - 이 아파트는 MBC 에브리원 '어서와 한국은 처음이지'부터 시작해 SBS '런닝맨', KBS '1박 2일 시즌3'등에서도 쓰인다.
- 남천역 (스튜디오) ((가짜 교실 대역) 1회 / 2회~28회 / 30회~31회 / 33회~40회 / 42회~46회) - 현재 내 딸 하자가 방영되는데 일부가 날라가버렸다.
- 남천역과 경성대부경대역의 사이 터널 (47회 / 49회~현재) - 현재 내 딸 하자가 남천역 대합실을 뺏기면서 여기서 촬영한다고 한다.
- 용호동 W (48회)

## 수록곡

### 2020년

#### 1 ~ 5회
| No. | 선곡 제목            | 가수   | 비고                  |
| --- | -------------------- | ------ | --------------------- |
| 1   | 계단 말고 엘리베이터 | 임영웅 |                       |
| 2   | 니가 왜 거기서 나와  | 영탁   |                       |
| 3   | 남자라는 이유로      | 이찬원 |                       |
| 4   | 7번국도              | 장민호 | 🎶                    |
| 5   | 사랑의 트위스트      | 영탁   |                       |
| 6   | 밤이면 밤마다        | 이찬원 |                       |
| 7   | 울엄마               | 장민호 |                       |
| 8   | 애모                 | 영탁   |                       |
| 9   | 당돌한 여자          | 임영웅 |                       |
| 10  | 보약같은 친구        | 이찬원 |                       |
| 11  | 묻지 마세요          | 장민호 |                       |
| 12  | 봉선화연정           | 이찬원 | 부모님 영상 전화 연결 |
| 13  | 남자는 말합니다      | 장민호 |                       |
| 14  | 운명 같은 여인       | 임영웅 |                       |

| No. | 선곡 제목             | 가수            | 비고 |
| --- | --------------------- | --------------- | ---- |
| 1   | 바다에 누워           | 임영웅          |      |
| 2   | 바다가 육지라면       | 장민호          |      |
| 3   | 그 여자               | 백지영          |      |
| 4   | Dash                  | F4 완전체       |      |
| 5   | 첫차                  | 영탁            |      |
| 6   | 응급실                | 임영웅          |      |
| 7   | 흐린 기억 속에 그대   | 장민호          |      |
| 8   | 낭만에 대하여         | 이찬원          |      |
| 9   | 찰랑찰랑 & 10분내로   | F4 완전체       |      |
| 10  | 연안부두              | 이찬원          |      |
| 11  | 남자는 배 여자는 항구 | 영탁 & 장민호   |      |
| 12  | 사랑 안 해            | 백지영          |      |
| 13  | 내 귀에 캔디          | 백지영 & 장민호 |      |
| 14  | 봄날은 간다           | 백지영 & 이찬원 |      |
| 15  | 사랑하나면 돼         | 이찬원          |      |
| 16  | 부담                  | 영탁            |      |
| 17  | Sad Dalsa             | 장민호          |      |
| 18  | 총 맞은것처럼         | 임영웅          |      |
| 19  | 잊지 말아요           | 백지영 & 임영웅 |      |

| No. | 선곡 제목                         | 가수            | 비고 |
| --- | --------------------------------- | --------------- | ---- |
| 1   | 99.9                              | 영탁            |      |
| 2   | 보릿고개                          | 이찬원          |      |
| 3   | 대박이야                          | 임영웅          |      |
| 4   | 꿈 & 비상                         | F4 완전체       |      |
| 5   | 신토불이 & 나무꾼 & 누나가 딱이야 | F4 완전체       |      |
| 6   | 진또배기                          | 이찬원          |      |
| 7   | 미안 미안해                       | 임영웅 & 이찬원 |      |
| 8   | 짝사랑                            | 주현미          |      |
| 9   | 또 만났네요 & 러브레터            | F4 완전체       |      |
| 10  | 이태원 연가                       | 이찬원          |      |
| 11  | 신사동 그 사람                    | 장민호          |      |
| 12  | 비 내리는 영동교                  | 임영웅          |      |
| 13  | 잠깐만                            | 영탁            |      |
| 14  | 마포종점                          | 주현미          |      |

| No. | 선곡 제목            | 가수               | 비고 |
| --- | -------------------- | ------------------ | ---- |
| 1   | 소풍같은 인생        | 임영웅             |      |
| 2   | 막걸리 한잔          | 영탁               |      |
| 3   | 아내에게 바치는 노래 | 이찬원             |      |
| 4   | 있을 때 잘해         | 장민호             |      |
| 5   | 울엄마               | 영탁               |      |
| 6   | 주라주라             | 김다비             |      |
| 7   | 안동역에서           | F4 완전체 & 김다비 |      |
| 8   | 사랑님               | 임영웅             |      |
| 9   | 황홀한 고백          | 장민호             |      |
| 10  | 당돌한 여자          | F4 완전체          |      |
| 11  | 고향무정             | 임영웅             |      |
| 12  | 황성옛터             | 이찬원             |      |
| 13  | 가거라 삼팔선        | 영탁               |      |
| 14  | 이별의 부산정거장    | 장민호             |      |
| 15  | 전화통신             | 주현미 & 이찬원    |      |
| 16  | 정든님               | 김연자             |      |

| No. | 선곡 제목            | 가수            | 비고 |
| --- | -------------------- | --------------- | ---- |
| 1   | 나에게 애인이 있다면 | 이찬원          |      |
| 2   | 갈무리               | 임영웅          |      |
| 3   | 넌 할 수 있어        | 영탁            |      |
| 4   | 허공                 | 임영웅          |      |
| 5   | 불티                 | F4 완전체       |      |
| 6   | 황홀한 고백          | 붐              |      |
| 7   | 걱정말아요 그대      | F4 완전체       |      |
| 8   | 아모르파티           | 김연자          |      |
| 9   | 블링블링             | 김연자          |      |
| 10  | 여러분               | 김연자 & 임영웅 |      |
| 11  | 수은동               | 장민호          |      |
| 12  | 10분 내로            | 영탁            |      |
| 13  | 밤 열차              | 이찬원          |      |
| 14  | 진정인가요           | 임영웅          |      |
| 15  | 얄미운 사람          | 장민호          |      |
| 16  | 미스 고              | 이찬원          |      |
| 17  | 옆집 누나            | 붐 & F4 완전체  |      |
| 18  | 목포행 완행열차      | 장윤정          |      |

#### 6 ~ 10회
| No. | 선곡 제목     | 가수            | 비고               |
| --- | ------------- | --------------- | ------------------ |
| 1   | 난 괜찮아     | 임영웅&이찬원   |                    |
| 2   | 사랑의 재개발 | F4 완전체       |                    |
| 3   | 동행          | 임영웅          |                    |
| 4   | 항구의 남자   | 이찬원          |                    |
| 5   | 최고친구      | 임영웅          |                    |
| 6   | 진정인가요    | 맘또배기        | 이찬원 어머니 등장 |
| 7   | 너는 내남자   | F4 완전체       |                    |
| 8   | 어머나        | F4 완전체       |                    |
| 9   | 꽃            | 이찬원          |                    |
| 10  | 이따 이따요   | 장민호          |                    |
| 11  | 사랑참        | 영탁            |                    |
| 12  | 운명에게      | 장윤정          |                    |
| 13  | 당신이 좋아   | 장윤정 & 장민호 |                    |
| 14  | 애가타        | 임영웅          |                    |

| No. | 선곡 제목              | 가수               | 비고 |
| --- | ---------------------- | ------------------ | ---- |
| 1   | 정거장                 | 장민호 & 이찬원    |      |
| 2   | 니가 왜 거기서 나와    | F4 완전체 & 박시후 |      |
| 3   | 보약 같은 친구         | F4 완전체          |      |
| 4   | 보고 싶다              | 임영웅             |      |
| 5   | 서울의 달              | 영탁               |      |
| 6   | 빈잔                   | 임영웅             |      |
| 7   | 어매                   | 이찬원             |      |
| 8   | 카스바의 여인          | 장민호             |      |
| 9   | 오직 하나 뿐인 그대    | 영탁               |      |
| 10  | 사람이 꽃보다 아름다워 | 임영웅             | 🎶   |
| 11  | 짠짜라                 | 세정               |      |
| 12  | 그대여 변치마오        | 임영웅             |      |
| 13  | 둥지                   | 이찬원             |      |
| 14  | 당신이 좋아            | 이찬원 & 세정      |      |
| 15  | 나침반                 | 설운도             |      |

| No. | 선곡 제목                  | 가수               | 비고 |
| --- | -------------------------- | ------------------ | ---- |
| 1   | 그대와 함께                | 임영웅 & 박시후    |      |
| 2   | 부산에 가면                | 영탁               |      |
| 3   | 라라라                     | F4 완전체          |      |
| 4   | 뻐꾸기 둥지 위로 날아간 새 | F4 완전체          |      |
| 5   | 화개장터                   | 이찬원             |      |
| 6   | 사랑의 트위스트            | 장민호             |      |
| 7   | 누이                       | 이찬원             |      |
| 8   | 춘자야                     | 설운도             |      |
| 9   | 추억의 광안대교            | 설운도             |      |
| 10  | 우연히                     | F4 완전체 & 설운도 | 🎶   |
| 11  | 쌈바의 여인                | 세정               |      |
| 12  | 사랑이 이런건가요          | 임영웅             |      |
| 13  | 보라빛엽서                 | 이찬원             |      |
| 14  | 추억속으로                 | 장민호             |      |
| 15  | 여자 여자 여자             | 영탁               |      |
| 16  | 보고싶다 내사랑            | 설운도&영탁        |      |

| No. | 선곡 제목           | 가수     | 비고 |
| --- | ------------------- | -------- | ---- |
| 1   | Run to You          | F4완전체 |      |
| 2   | 친구여              | F4완전체 |      |
| 3   | 하늘을 달리다       | 영탁     |      |
| 4   | 흔들린 우정         | 임영웅   |      |
| 5   | 날 버린 남자        | 장민호   |      |
| 6   | 신사랑 고개         | F4완전체 |      |
| 7   | 그 사람 찾으러 간다 | 임영웅   |      |
| 8   | 빗속에서            | 이찬원   |      |
| 9   | 너의 모든 순간      | 임영웅   |      |

| No. | 선곡 제목          | 가수      | 비고 |
| --- | ------------------ | --------- | ---- |
| 1   | 여름 안에서        | F4 완전체 |      |
| 2   | 사랑의 바보        | 임영웅    |      |
| 3   | 순정               | 코요태    |      |
| 4   | 포기하지마         | F4 완전체 |      |
| 5   | 다함께 차차차      | F4 완전체 |      |
| 6   | 빗속을 둘이서      | 임영웅    |      |
| 7   | 달래강             | 영탁      |      |
| 8   | 난 알아요          | 코요태    |      |
| 9   | 뿐이고             | F4 완전체 |      |
| 10  | 포이즌             | 코요태    |      |
| 11  | 알 수 없는 인생    | F4 완전체 |      |
| 12  | 슬퍼지려 하기 전에 | 코요태    |      |
| 13  | 히트 다 히트       | 코요태    |      |

#### 11 ~ 15회
| No. | 선곡 제목       | 가수               | 비고 |
| --- | --------------- | ------------------ | ---- |
| 1   | Rain            | 임영웅             |      |
| 2   | 장녹수          | 이찬원             |      |
| 3   | 비처럼 음악처럼 | 영탁               |      |
| 4   | 아시나요        | 조성모             |      |
| 5   | 다짐            | 장민호             |      |
| 6   | 남자는 말합니다 | 조성모&장민호      |      |
| 7   | 몰래 한 사랑    | 조성모             |      |
| 8   | For Your Soul   | 영탁               |      |
| 9   | 너의 곁으로     | 임영웅             |      |
| 10  | 빵빵            | 조성모 & F4 완전체 |      |
| 11  | 후회            | 조성모 & F4 완전체 |      |
| 12  | 빗속의 여인     | F4 완전체          |      |

| No. | 선곡 제목               | 가수               | 비고 |
| --- | ----------------------- | ------------------ | ---- |
| 1   | 립스틱 짙게 바르고      | F4 완전체          |      |
| 2   | 보릿고개                | 이찬원             |      |
| 3   | 선녀와 나무꾼           | 이찬원             |      |
| 4   | 멋진 인생               | 이찬원 & 장민호    |      |
| 5   | 고추                    | 장민호             |      |
| 6   | 사랑합니다              | 임영웅 & 영탁      |      |
| 7   | Bounce                  | F4 완전체          |      |
| 8   | 곤들레 만들레           | F4 완전체          |      |
| 9   | 어느 60대 노부부 이야기 | 김준현 & 임영웅    |      |
| 10  | 붉은 노을               | 김준현 & F4 완전체 |      |

| No. | 선곡 제목                | 가수          | 비고 |
| --- | ------------------------ | ------------- | ---- |
| 1   | 1, 2, 3, 4               | F4 완전체     |      |
| 2   | 단발머리                 | 임영웅        |      |
| 3   | Non, Je Ne Regrette Rien | 영탁          |      |
| 4   | 오늘 밤에                | F4 완전체     |      |
| 5   | 고장난 벽시계            | 영탁 & 장민호 |      |

| No. | 선곡 제목            | 가수              | 비고 |
| --- | -------------------- | ----------------- | ---- |
| 1   | All For You          | 임영웅&효정       |      |
| 2   | 문을 여시오          | 임창정            |      |
| 3   | 대세남               | 임창정 & 이찬원   |      |
| 4   | 또 다시 사랑         | 영탁              |      |
| 5   | 그때 또 다시         | 임창정            |      |
| 6   | 바람과 함께 사라지다 | 이찬원            |      |
| 7   | 첫인상               | 임창정            |      |
| 8   | 이미 나에게로        | 장민호            |      |
| 9   | 그때는 어디에        | 임창정            |      |
| 10  | 오랜만이야           | 임영웅            |      |
| 11  | 내가 저지른 사랑     | 임창정            |      |
| 12  | 소주 한 잔           | 영탁              |      |
| 13  | 날 닮은 너           | 임창정 & 이찬원   |      |
| 14  | 늑대와 함께 춤을     | 임창정 & F4완전체 |      |

| No. | 선곡 제목      | 가수   | 비고                      |
| --- | -------------- | ------ | ------------------------- |
| 1   | 보라빛 밤      | 선미   |                           |
| 2   | 찐이야         | 영탁   |                           |
| 3   | 가시나         | 영탁   |                           |
| 4   | 우울한 편지    | 임영웅 |                           |
| 5   | 노력           | 영탁   |                           |
| 6   | 왼손잡이       | 영탁   |                           |
| 7   | 오늘이 젊은 날 | 이찬원 | 영상 통화 (이찬원 부모님) |

#### 16 ~ 20회
| No. | 선곡 제목          | 가수                      | 비고                                   |
| --- | ------------------ | ------------------------- | -------------------------------------- |
| 1   | 찐이야             | 영탁                      |                                        |
| 2   | 추억으로 가는 당신 | 영탁                      |                                        |
| 3   | 파트너             | F4 완전체 & 이동국 삼남매 | 이동국 삼남매 (이수아, 이설아, 이시안) |
| 4   | Reds Go Together   | F4 완전체                 |                                        |
| 5   | 바람 바람 바람     | 이동국                    |                                        |
| 6   | 시계바늘           | 신유                      |                                        |
| 7   | 일노일노 일소일소  | 신유                      |                                        |

| No. | 선곡 제목   | 가수   | 비고 |
| --- | ----------- | ------ | ---- |
| 1   | 말하는 대로 | 영탁   |      |
| 2   | 천년 지기   | 민영또 |      |

| No. | 선곡 제목                | 가수                   | 비고 |
| --- | ------------------------ | ---------------------- | ---- |
| 1   | 고래사냥                 | 송창식 & 함춘호        |      |
| 2   | 딜라일라                 | 조영남 & 이찬원        |      |
| 3   | Let it beme              | 쎄쓰리                 |      |
| 4   | Cottom Fields            | 쎄쓰리                 |      |
| 5   | 담배가게 아가씨          | 송창식 & 함춘호 & 영탁 |      |
| 6   | Don't forget to Remember | 김세환 & 장민호        |      |
| 7   | 화개장터                 | 조영남 & 임영웅        |      |
| 8   | Don't Worry about me     | 조영남                 |      |
| 9   | CARA MAMA                | 송창식                 |      |
| 10  | 왜 불러                  | 송창식                 |      |
| 11  | 사랑하는 마음            | 김세환                 |      |
| 12  | 길가에 앉아서            | 김세환                 |      |
| 13  | 사랑이야                 | 함춘호 & 이찬원        |      |
| 14  | 목장길 따라              | 함춘호 & 장민호        |      |
| 15  | 나 그대에게 모두 드리리  | 함춘호 & 임영웅        |      |
| 16  | 그대 그리고 나           | 함춘호 & 영탁          |      |
| 17  | 어느 60대 노부부 이야기  | 송창식                 |      |
| 18  | 계단말고 엘리베이터      | 조영남 & 임영웅        |      |
| 19  | 진또배기                 | 조영남 & 이찬원        |      |
| 20  | 웨딩 케익                | 쎄시봉                 |      |
| 21  | 향수                     | 쎄쓰리 & F4 완전체     |      |

| No. | 선곡 제목  | 가수             | 비고 |
| --- | ---------- | ---------------- | ---- |
| 1   | 보릿고개   | 정동원           |      |
| 2   | 강남스타일 | 영웅팀(톨게이트) |      |
| 3   | 소녀시대   | 찬원팀(소년시대) |      |
| 4   | 환희       | 영탁팀(찬나영)   |      |

| No. | 가수           | 선곡 제목       | 비고 |
| --- | -------------- | --------------- | ---- |
| 1   | 민호팀(최소동) | 멋진 인생       |      |
| 2   | 소유           | 초혼            |      |
| 3   | 임영웅         | 그대와 영원히   |      |
| 4   | 영탁 & 유빈    | 아파트          |      |
| 5   | 임영웅 & 소유  | 애상            |      |
| 6   | 이찬원 & 유아  | 자기야          |      |
| 7   | 임영웅 & 소유  | 아무노래        |      |
| 8   | 이찬원 & 유아  | 둘이서          |      |
| 9   | 이찬원 & 유아  | 사랑의 배터리   |      |
| 10  | 임영웅 & 소유  | 그 남자 그 여자 |      |

#### 21 ~ 25회
| No. | 가수   | 선곡 제목              | 비고 |
| --- | ------ | ---------------------- | ---- |
| 1   | 임영웅 | 바램                   |      |
| 2   | 영탁   | 고맙소                 |      |
| 3   | 장민호 | 맞다 맞다 니 말이 맞다 |      |
| 4   | 임성한 | 드라마                 |      |

| 가수      | 선곡 제목   | 비고 |
| --------- | ----------- | ---- |
| F4 완전체 | 잊혀진 계절 |      |

| No. | 가수            | 선곡 제목         | 비고 |
| --- | --------------- | ----------------- | ---- |
| 1   | 임영웅 & 박서진 | 사랑할 나이       | 🎶   |
| 2   | 박구윤          | 신토불이          |      |
| 3   | 소년시대        | 꽃을 든 남자      |      |
| 4   | 트롯패밀리      | 태클을 걸지마     | 🎶   |
| 5   | 영탁            | 막걸리 한 잔      | 🎶   |
| 6   | 이찬원          | 사랑의 이름표     |      |
| 7   | 김희재 & 황윤성 | 거짓말            |      |
| 8   | 영탁            | 사랑 밖엔 난 몰라 |      |
| 9   | 박구윤          | 맨발의 청춘       |      |

| No. | 가수          | 선곡 제목           | 비고 |
| --- | ------------- | ------------------- | ---- |
| 1   | 임영웅        | 아름다운 구속       |      |
| 2   | 영탁          | 꽃바람 여인         |      |
| 3   | 이찬원        | 몰래한 사랑         |      |
| 4   | 임영웅        | 어쩌다 마주친 그대  |      |
| 5   | 이찬원        | 유행가              |      |
| 6   | 김완선 & 영탁 | 니가 왜 거기서 나와 |      |

#### 26 ~ 32회
| No. | 가수            | 선곡 제목               | 비고 |
| --- | --------------- | ----------------------- | ---- |
| 1   | 김완선          | High heels              |      |
| 2   | 영탁            | 기분 좋은 날            |      |
| 3   | 수영            | Grace                   |      |
| 4   | 노사연          | 남자는 말합니다         |      |
| 5   | 장민호          | 돌고 돌아가는 길        |      |
| 6   | 영탁 & 김완선   | 삐에로는 우릴 보고 웃지 |      |
| 7   | 임영웅 & 수영   | 그리고 사랑해           |      |
| 8   | 장민호 & 노사연 | 만남                    |      |
| 9   | 이찬원          | 모르고                  |      |
| 10  | F4 완전체       | 친구여                  | 🎶   |

| No. | 가수   | 선곡 제목 | 비고 |
| --- | ------ | --------- | ---- |
| 1   | 임영웅 | HERO      | 신곡 |
| 2   | 김태우 | 거짓말    |      |

| No. | 가수          | 선곡 제목           | 비고 |
| --- | ------------- | ------------------- | ---- |
| 1   | 붐            | 옆집오빠            |      |
| 2   | 영탁스클럽    | SHOW                |      |
| 3   | 신선한 챔피웅 | 환희                | 🎶   |
| 4   | 소년시대      | 나야 나             | 🎶   |
| 5   | 소년시대      | 사랑 찾아 인생 찾아 |      |
| 6   | 영탁스클럽    | 이별공식            |      |
| 7   | 선녀와 나무꾼 | 찬찬찬              |      |
| 8   | 신선한 챔피웅 | 사랑했나봐          |      |
| 9   | 소년시대      | 널 그리며           |      |

| No. | 가수      | 선곡 제목     | 비고 |
| --- | --------- | ------------- | ---- |
| 1   | F5 완전체 | 날 보러 와요  | 🎶   |
| 2   | 박명수    | 남행열차      |      |
| 3   | 장민호    | 저리 가       | 🎶   |
| 4   | 장영란    | 뿔났어        |      |
| 5   | 영탁      | 살다 보니     | 🎶   |
| 6   | 이하정    | 분홍립스틱    |      |
| 7   | 이찬원    | 정주지 않으리 | 🎶   |
| 8   | 임영웅    | 홍랑          | 🎶   |
| 9   | 김희재    | 가요 가세요   | 🎶   |
| 10  | 이휘재    | 변명          |      |

| No. | 가수            | 선곡 제목         | 비고 |
| --- | --------------- | ----------------- | ---- |
| 1   | 영탁 & 이찬원   | 당신이 좋아       | 🎶   |
| 2   | 임영웅          | 사랑의 미로       | 🎶   |
| 3   | 정동원          | 유쾌상쾌통쾌      | 🎶   |
| 4   | 이찬원          | 나는 행복합니다   | 🎶   |
| 5   | TOP6            | 흥부자            | 🎶   |
| 6   | 장민호          | 여여              | 🎶   |
| 7   | 임영웅          | 크리스마스니깐    | 🎶   |
| 8   | 이찬원 & 김희재 | 루돌프 사슴코     | 🎶   |
| 9   | 김희재          | 헤어지는 중입니다 | 🎶   |

### 2021년

#### 34 ~ 35회
| No. | 가수      | 선곡 제목            | 직캠(풀버전) | 비고 |
| --- | --------- | -------------------- | ------------ | ---- |
| 1   | 박상민    | 무기여 잘 있거라     |              |      |
| 2   | 영탁      | 너에게로 가는 길     | 🎶           |      |
| 3   | 김희재    | 해바라기             | 🎶           |      |
| 4   | 이찬원    | 청바지 아가씨        | 🎶           |      |
| 5   | 장민호    | 눈물만               | 🎶           |      |
| 6   | 임영웅    | 하나의 사랑          | 🎶           |      |
| 7   | 영탁      | 왼손잡이             | 🎶           |      |
| 8   | 이찬원    | 하늘을 달리다        | 🎶           |      |
| 9   | 장민호    | 거짓말 거짓말 거짓말 | 🎶           |      |
| 10  | 김희재    | 같이 걸을까          | 🎶           |      |
| 11  | 임영웅    | 다행이다             | 🎶           |      |
| 12  | 이적 & F5 | 당연한 것들          | 🎶           |      |

| No. | 가수   | 선곡 제목        | 직캠(풀버전) | 비고 |
| --- | ------ | ---------------- | ------------ | ---- |
| 1   | 웰컴송 | 10분 내로        |              |      |
| 2   | 박주미 | 옆집 누나        |              |      |
| 3   | 전노민 | 하나의 사랑      |              |      |
| 4   | 이민영 | 이제 나만 믿어요 |              |      |
| 5   | 이가령 | 찐이야           |              |      |

#### 36 ~ 40회
| No. | 가수   | 선곡 제목   | 직캠(풀버전) | 비고                                                 |
| --- | ------ | ----------- | ------------ | ---------------------------------------------------- |
| 1   | 영탁   | 누구 없소   |              |                                                      |
| 2   | 장민호 | 사나이 순정 |              |                                                      |
| 3   | 김희재 | 당신        |              |                                                      |
| 4   | 이찬원 | 꿀물        |              |                                                      |
| 5   | 임영웅 | 고칠게      |              | TOP 5의 마지막 방송과 미스 트롯 TOP 7 첫 등장 예고편 |

| no | 가수 제목       | 선곡 제목                    | 직캠 풀버전 | 비고            |
| -- | --------------- | ---------------------------- | ----------- | --------------- |
| 1  | 영탁&이연복     | 막걸리 한잔                  |             | TOP 6의 첫 방송 |
| 2  | 이찬원          | 잊으리                       |             |                 |
| 3  | 영탁            | 문밖에 있는 그대             |             |                 |
| 4  | 김나희&홍현희   | 버스 안에서+사랑밖에 난 몰라 |             |                 |
| 5  | 임영웅과 친구들 | 라라라                       |             |                 |
| 6  | 어썸블라        | L-O-V-E                      |             |                 |

| no | 가수 제목        | 선곡 제목   | 직캠 풀버전 | 비고 |
| -- | ---------------- | ----------- | ----------- | ---- |
| 1  | 우승 탁 해버려또 | 쓰리랑      |             |      |
| 2  | 임영웅&그랙      | 오래된 노래 |             |      |

| no | 가수 제목     | 선곡 제목      | 직캠 풀버전 | 비고 |
| -- | ------------- | -------------- | ----------- | ---- |
| 1  | 진시몬        | 보약 같은 친구 |             |      |
| 2  | TOP6          | 콩가           |             |      |
| 3  | 임영웅&설운도 | 보라빛 엽서    |             |      |
| 4  | 소년시대      | 안동역에서     |             |      |
| 5  | 호흡도        | 촤촤촤         |             |      |
| 6  | 소년시대      | 보릿고개       |             |      |
| 7  | 장웅탁        | 삼바의 여인    |             |      |

| no | 가수 제목 | 선곡 풀버전               | 직캠 풀버전 | 비고 |
| -- | --------- | ------------------------- | ----------- | ---- |
| 1  | 어썸블라  | 이제 나만 믿어요          |             |      |
| 2  | 어썸블라  | 돌아와요 부산항에         |             |      |
| 3  | 영탁      | 이불                      |             |      |
| 4  | 정동원    | DYNAMITE                  |             |      |
| 5  | 희남매    | 눈치 제로                 |             |      |
| 6  | 장민호    | 레트로 메들리             |             |      |
| 7  | 이찬원    | take me,home,country road |             |      |
| 8  | TOP6      | 강원도 아리랑             |             |      |

#### 41 ~ 45회
| no | 가수 제목 | 선곡 풀버전      | 직캠 풀버전 | 비고 |
| -- | --------- | ---------------- | ----------- | ---- |
| 1  | 이찬원    | 스키장에서       |             |      |
| 2  | 장민호    | 어느 째즈바      |             |      |
| 3  | 임영웅    | 한 남자          |             |      |
| 4  | 황윤성    | 트위스트 킹      |             |      |
| 5  | 영탁      | Love Is...       |             |      |
| 6  | 김종국    | 이제 나만 믿어요 |             |      |

| no | 가수 제목       | 선곡 풀버전     | 직캠 풀버전 | 비고 |
| -- | --------------- | --------------- | ----------- | ---- |
| 1  | 김희재          | 나는 남자다     |             |      |
| 2  | 영탁            | 걸어서 하늘까지 |             |      |
| 3  | 임영웅          | 야인            |             |      |
| 4  | 이찬원          | 사나이 눈물     |             |      |
| 5  | 황윤성          | 남자 다잉       |             |      |
| 6  | 장민호          | 폼나게 살거야   |             |      |
| 7  | 박성용 & 임영웅 | 서시            |             |      |

| no | 가수 제목              | 선곡 풀버전 | 직캠 풀버전 | 비고 |
| -- | ---------------------- | ----------- | ----------- | ---- |
| 1  | 임영웅                 | 옆집 오빠   |             |      |
| 2  | 이찬원                 | 막거리 한잔 |             |      |
| 3  | 영탁                   | 보라빛 엽서 |             |      |
| 4  | 임영웅                 | 진또배기    |             |      |
| 5  | 임영웅 & 영탁 & 이찬원 | 둥지        |             |      |

#### 45회 이상
| no | 가수 제목       | 선곡 풀버전            | 직캠 풀버전 | 비고 |
| -- | --------------- | ---------------------- | ----------- | ---- |
| 1  | 임영웅          | 잊어야 한다는 마음으로 |             |      |
| 2  | 장윤정 & 김희재 | 너였어                 |             |      |

| no | 가수 제목 | 선곡 풀버전           | 직캠 풀버전 | 비고 |
| -- | --------- | --------------------- | ----------- | ---- |
|    | 임영웅    | 별빛 같은 나의 사랑아 |             | 신곡 |

| no | 가수 제목 | 선곡 풀버전       | 직캠 풀버전 | 비고 |
| -- | --------- | ----------------- | ----------- | ---- |
| 1  | 임영웅    | 사랑이 이런건가요 |             |      |
| 2  | 이찬원    | 안돼요 안돼       |             |      |
| 3  | 장민호    | 연리지            |             |      |
| 4  | 정동원    | 내 마음 속 최고   |             | 신곡 |

## 시청률

### 2020년
최저 시청률과 최고 시청률은 시청률 조사회사와 지역별로 시청률에 차이가 있을 수 있습니다.
| 회차 | 방송일    | 부제 (서브 타이틀)                                        | AGB 닐슨 시청률 |
| 회차 | 방송일    | 부제 (서브 타이틀)                                        | 대한민국 (전국) |
| ---- | --------- | --------------------------------------------------------- | --------------- |
| 1    | 5월 13일  | 2020년 상반기 진정한 뽕을 배운다!                         | 13.246%         |
| 2    | 5월 20일  | 레전드 백지영과 함께 한 특별한 무대!                      | 13.292%         |
| 3    | 5월 27일  | 미스터트롯 F4 농촌 봉사 풀코스!!                          | 12.655%         |
| 4    | 6월 3일   | 뽕 에프 - 뽀오가 부르는 그 시절 명곡                      | 13.003%         |
| 5    | 6월 10일  | F4 운명을 건 레전드 마음 쟁탈전                           | 13.028%         |
| 6    | 6월 17일  | 초심으로 뽕동단결!!                                       | 14.302%         |
| 7    | 6월 24일  | 연기와 뽕과 F4                                            | 12.985%         |
| 8    | 7월 1일   | 구경 오세요 <바구비>에 뽕학당이 떴다!!                    | 13.040%         |
| 9    | 7월 8일   | 녹음을 벗 삼아~ 웅 홀로 캠핑 왔어요                       | 15.315%         |
| 10   | 7월 15일  | 미스트롯 F4. 뽕숭아 여름 MT 가자!                         | 13.362%         |
| 11   | 7월 22일  | 자연으로 떠난 유기농 뽕 새싹들                            | 12.511%         |
| 12   | 7월 29일  | 오늘은 F4가 김치 요리사~                                  | 12.935%         |
| 13   | 8월 5일   | 이 더위 싹 날릴 한 여름밤의 뽕~!                          | 13.476%         |
| 14   | 8월 12일  | 학교 간판 건배 임창정과 4 : 1 맞짱 특집                   | 11.592%         |
| 15   | 8월 19일  | 여름휴가 특집. 울산 뽕기행 가다                           | 10.885%         |
| 16   | 8월 26일  | 뽕숭아 FC VS 대박 FC 뽕드컵 결과는?                       | 12.763%         |
| 17   | 9월 2일   | F4의 화보 촬영 속 뽕므파탈의 향기 느꺼볼래요?             | 11.393%         |
| 18   | 9월 9일   | 쎄시봉과 F4의 운명적인 만남                               | 13.027%         |
| 19   | 9월 16일  | 제1회 트로트 육상선수권대회                               | 14.649%         |
| 20   | 9월 23일  | 서늘한 밤에 찾아온 뽕학당 납량 특집                       | 11.423%         |
| 21   | 9월 30일  | 추석 특집 F4 뽕명절에 오세요                              | 9.159%          |
| 22   | 10월 7일  | 2020 트롯 어워즈! 생방송엔 없던 비하인드 대방출           | 12.572%         |
| 23   | 10월 14일 | F4 우정 테스트 이심전심 특집                              | 11.652%         |
| 24   | 10월 21일 | 인삼의 고향 풍기에 왔어요! 예능 품앗이 트롯 일꾼 총출동   | 12.249%         |
| 25   | 10월 28일 | 방구석 여행 특집 발리에서 생긴 뽕                         | 11.286%         |
| 26   | 11월 4일  | 함께 떠나자 뽕 페스티벌 속으로!!!                         | 10.511%         |
| 27   | 11월 11일 | 살아있는 전설, 예능 조상돌이 떴다!                        | 10.343%         |
| 28   | 11월 25일 | 뽕숭아 특집 기획 제2회 트육대 개막!                       | 10.242%         |
| 29   | 12월 2일  | 떴다 건강 뽕뽑기 2탄!!                                    | 11.554%         |
| 30   | 12월 9일  | 2020년을 마무리 하고, 2021년 활기차게 맞기 위한 관상 체험 | 12.385%         |
| 31   | 12월 23일 | 삐약 리포터의 F4 자가격리 특집                            | 10.683%         |
| 32   | 12월 30일 | 2020 총정리! 제 1회 뽕숭아시상식_뽕숭아학당               | 12.414%         |

### 2021년
최저 시청률과 최고 시청률은 시청률 조사회사와 지역별로 시청률에 차이가 있을 수 있습니다.
| 회차 | 방송일    | 부제 (서브 타이틀)                              | AGB 닐슨 시청률 |
| 회차 | 방송일    | 부제 (서브 타이틀)                              | 대한민국 (전국) |
| ---- | --------- | ----------------------------------------------- | --------------- |
| 33   | 1월 6일   | F5 심리여행 여러분을 초대합니다!                | 12.284%         |
| 34   | 1월 13일  | 더 쎈 황금 소 특집                              | 11.223%         |
| 35   | 1월 20일  | 역대 급 합동 수업, 뽕 작사 드라마 작곡          | 12.324%         |
| 36   | 1월 27일  | 2021 뽕 능력 평가                               | 11.345%         |
| 37   | 2월 3일   | CA 활동 플라이스테이션에 가다                   | 10.297%         |
| 38   | 2월 10일  | 초대형 설특집 미스터 요리왕                     | 10.142%         |
| 39   | 2월 17일  | 뽕숭아학당 폐교 임박?!                          | 12.213%         |
| 40   | 2월 24일  | TOP6 첫 팬미팅                                  | 10.442%         |
| 41   | 3월 3일   | 국민특집! 막 오른 예능 전쟁                     | 10.932%         |
| 42   | 3월 10일  | 세상 어디에도 없는 뽕맛 누아르                  | 10.005%         |
| 43   | 3월 17일  | 뽕학당 최초 밀실 탈출 어드벤처                  | 10.265%         |
| 46   | 4월 14일  | 의심과 분노로 얼룩진 수업, 바람둥이의 정체는?   | 10.712%         |
| 47   | 4월 21일  | 민호의 트롯 10주년 깜짝파티를 준비한 탑 5!      | 10.825%         |
| 48   | 4월 28일  | 환절기 맞이 뽕 6 위한 몸보신 특집               | 9.382%          |
| 49   | 5월 5일   | 경사 났네 뽕학당 개교 1주년                     | 10.730%         |
| 50   | 5월 12일  | 뽕린6와 뽕뽕랜드 놀러 가요                      | 9.290%          |
| 51   | 5월 19일  | 오직 그댈 위한 디너쇼! 당신을 초대합니다        | 11.447%         |
| 52   | 5월 26일  | 뽕 휴가에서 생긴 일                             | 9.492%          |
| 53   | 6월 2일   | 스타들과 함께 스타 뽕든벨                       | 11.469%         |
| 54   | 6월 9일   | 수뽕 6의 슬기로운 직장 생활                     | 7.467%          |
| 55   | 6월 16일  | 세상 어디에도 없는 전설의 듀엣이 옵니다         | 10.124%         |
| 56   | 6월 23일  | 뽕학당 지키고 싶으면 웃음 장벽을 넘어라         | 10.021%         |
| 57   | 6월 30일  | 뽕숭아학당 x 골프왕 특별 합동 수업              | 8.908%          |
| 58   | 7월 7일   | 세상에 단 하나뿐인 도란도란 !                   | 10.341%         |
| 59   | 7월 14일  | TOP6를 위한 특별한 여행 수뽕투어                | 9.865%          |
| 60   | 8월 4일   | 스펙터클 세계 여행 수뽕 투어는 계속된다         | 8.168%          |
| 61   | 8월 11일  | 수뽕TV 분량 전쟁                                | 7.600%          |
| 62   | 8월 18일  | 발에 달린 팀의 운명?!                           | 7.573%          |
| 63   | 8월 25일  | 이들이 만들 또 다른 전설은 과연?                | 8.070%          |
| 64   | 9월 1일   | 국가대표 vs TOP6 세기의 재대결                  | 9.309%          |
| 65   | 9월 8일   | 제1대 미스터 뽕짝꿍 누가 될 것인가?             | 8.943%          |
| 66   | 9월 15일  | 드라마 반과 함께 연기 오디션                    | 8.126%          |
| 67   | 9월 22일  | 제1회 뽕상예술대상 개최                         | 8.741%          |
| 68   | 9월 29일  | 거듭되는 치열한 두뇌 싸움!                      | 7.553%          |
| 69   | 10월 6일  | 동원이의 과제를 위해 뽕4가 나섰다!              | 6.747%          |
| 70   | 10월 13일 | 뽕 패밀리를 초대한 구미호의 정체는?             | 5.747%          |
| 71   | 10월 20일 | 스트릿 트롯 파이터에서 마지막에 웃게 될 크루는? | 5.874%          |
| 72   | 10월 27일 | 뽕4 냉장고 최초 공개!                           | 6.332%          |

## 참고 사항
- 15회 방송분에서는 울산 방문지의 F3 (영탁, 이찬원, 장민호) 체제하였다.
- 18회 방송분에서는 조영남 대작 사기 이후부터 출연정지 해제되지 않지만, 활동을 재개한 바 있다.[9]
- 19회 방송분에서는 팀별로 최소동[10] (하얀색), 찬나영[11] (파란색), 톨게이트[12] (하늘색), 소년시대[7] (노란색)까지 구성되었다.
- 19회 방송분에서 임영웅이 멀리뛰기를 하다가 잘못 디뎌 다칠뻔했다.
- 22회 방송분에서 〈2020 트롯 어워즈〉 현장 무대에 가졌다.
- 28회 방송분에서 미스터트롯 서울 콘서트의 일부를 보여줄 예정이었으나 코로나19 여파로 콘서트를 하지 못해 재방송으로 대체하였다.
- 28회 방송분에서는 팀별로 선녀와 나무꾼[13] (분홍색), 신선한 챔피웅[14](하늘색), 영탁스클럽[15](파란색), 소년시대[7] (노란색)까지 구성되었다.
- 29회 방송분에서는 코로나19 범유행 확진 · 음성 · 자가격리 판정 이전에는 사회적 거리두기 2단계 격상 이전되어, 1단계(생활방역) · 1.5(지역적 유행 개시)단계 방송분이다.
- 35회 방송분에서는 영탁을 대신해... 김희재가 출연을 대신하여... TV조선 새 주말드라마 《결혼작사 이혼작곡》의 주인공인 성훈, 이가령, 이태곤, 박주미, 전노민이 함께 출연했다.

## 결방 및 편성 변경 사유

### 2020년
- 11월 18일 : 뽕숭아학당 - 스페셜 가을 특집 방송으로 결방.
- 12월 16일 : 미스트롯2 D-1 특집 방송으로 결방.

### 2021년
- 4월 7일 : 서울ㆍ부산 시장 보궐선거 개표방송 결정방송으로 결방.
- 6월 9일 : 대한민국 VS 스리랑카 축구 경기 방송으로 1시간 늦은 11시에 방송하였다.
- 7월 21일, 7월 28일 : 출연진 코로나 19 확진으로 결방 및 스페셜 방송.

## 사건 사고
- 시즌 1에는 사건 사고가 1번 있었고, 가족 특집 전체, 시즌 2에 3회 일어났다.

### 13회 영구 정지
각 종 TV 회사가 뽕숭아학당의 13회를 영구 정지시켜버렸다. 이 사고로 통편집되었다.

## 같이 보기
- 내일은 미스터트롯
- 신청곡을 불러드립니다 - 사랑의 콜센타
- 송가인이 간다 - 뽕 따러 가세 (2019년)
- 미스터트롯의 맛
- TV조선